# Trofeo Oro in Euro
Il Trofeo Oro in Euro - Women's Bike Race è una corsa in linea femminile di ciclismo su strada che ha luogo annualmente a Montignoso, in Italia. Organizzata per la prima volta nel 2008, dal 2022 fa parte del Calendario internazionale femminile UCI come prova di classe 1.2 WE (Women Elite) per poi salire nel 2023 a classe 1.1 WE.

## Storia
La manifestazione nasce nel 2008 come prova per donne Under-21 e Junior; la prima edizione si svolge a Massa. Dalla seconda edizione trova collocazione sul territorio di Montignoso, sempre in provincia di Massa-Carrara, mentre dal 2012 viene aperta anche alle Elite. Nelle edizioni 2014, 2015 e 2016 diventa "Giornata rosa di Montignoso" includendo tutte le categorie del ciclismo femminile (Esordienti 1º e 2º anno, Allieve, Juniores ed Elite, con queste ultime due riunite in gara "Open").
Dalla stagione 2017, aperta alle sole Elite, trova una collocazione fissa nel calendario (diventando nazionale) nella prima settimana di marzo, il giorno successivo alla gara internazionale Strade Bianche femminile di Siena e pochi giorni prima della partenza della Tirreno-Adriatico maschile che avviene a Lido di Camaiore a pochi chilometri dall'arrivo del Trofeo. La gara viene trasmessa in diretta da PMG che produce e trasmette su testate giornalistiche nazionali.
Dal 2022 la gara, giunta alla decima edizione per le Elite e alla quattordicesima complessiva, viene ammessa nel calendario internazionale UCI come prova di classe 1.2 WE.
Nel 2023 la gara fa un ulteriore passo verso l'alto arrivando alla classe 1.1 WE, annoverando al via i team World Tour del panorama femminile e molte fra le migliori atlete mondiali.

## Percorso
Dall'edizione 2022 il percorso, di circa 106 km, prevede partenza e arrivo sul lungomare di Cinquale (frazione di Montignoso), con un circuito iniziale prettamente pianeggiante che interessa i comuni di Montignoso, Pietrasanta e Forte dei Marmi, per poi proseguire con la salita della Fortezza di Montignoso (pendenza media 6,2%) andando ad interessare anche il comune di Seravezza.

## Albo d'oro

### Under-21/Elite
| Anno | Vincitrice                                   | Seconda                                      | Terza                                        |
| ---- | -------------------------------------------- | -------------------------------------------- | -------------------------------------------- |
| 2008 | Laura Doria                                  |                                              |                                              |
| 2009 | Jessica Schneeberger                         |                                              |                                              |
| 2010 | Katažina Sosna                               | Valentina Scandolara                         | Viviana Gatto                                |
| 2011 | non disputato                                | non disputato                                | non disputato                                |
| 2012 | Elisa Longo Borghini                         | Alena Amjaljusik                             | Valentina Carretta                           |
| 2013 | Tat'jana Antošina                            | Valentina Scandolara                         | Alessandra D'Ettorre                         |
| 2014 | Elena Berlato                                | Jevhenija Vysoc'ka                           | Arianna Fidanza                              |
| 2015 | Arianna Fidanza                              | Lara Vieceli                                 | Alice Maria Arzuffi                          |
| 2016 | Sofia Bertizzolo                             | Rasa Leleivytė                               | Sara Olsson                                  |
| 2017 | Arlenis Sierra                               | Marta Bastianelli                            | Giorgia Bronzini                             |
| 2018 | Marta Bastianelli                            | Ilaria Sanguineti                            | Chiara Consonni                              |
| 2019 | Laura Tomasi                                 | Ilaria Sanguineti                            | Silvia Magri                                 |
| 2020 | annullato a causa della Pandemia di COVID-19 | annullato a causa della Pandemia di COVID-19 | annullato a causa della Pandemia di COVID-19 |
| 2021 | Rachele Barbieri                             | Vittoria Guazzini                            | Laura Tomasi                                 |
| 2022 | Sofia Bertizzolo                             | Marta Lach                                   | Silvia Zanardi                               |
| 2023 | Gaia Realini                                 | Amanda Spratt                                | Martina Alzini                               |
| 2024 | Elisa Longo Borghini                         | Karlijn Swinkels                             | Ruth Edwards                                 |

### Juniores
| Anno | Vincitrice        | Seconda             | Terza                |
| ---- | ----------------- | ------------------- | -------------------- |
| 2008 | Rossella Callovi  |                     |                      |
| 2009 | Anna Trevisi      |                     |                      |
| 2010 | Viviana Gatto     | Giulia Ronchi       | Elisa Longo Borghini |
| 2011 | Rossella Ratto    | Anna Stricker       | Corinna Defilé       |
| 2012 | Veronica Cornolti | Stella Riverditi    | Alice Maria Arzuffi  |
| 2013 | non disputato     | non disputato       | non disputato        |
| 2014 | Sofia Beggin      | Sofia Bertizzolo    | Sara Wackermann      |
| 2015 | Chiara Zanettin   | Katia Ragusa        | Elisa Balsamo        |
| 2016 | Elisa Balsamo     | Letizia Paternoster | Elena Pirrone        |

## Galleria d'immagini

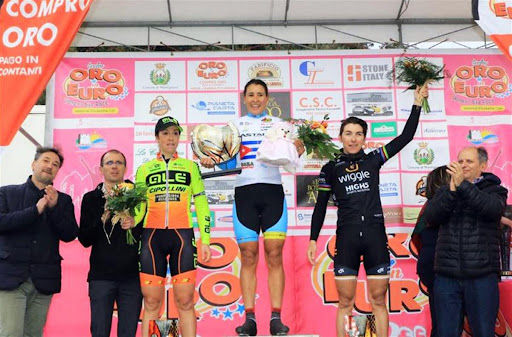
2017
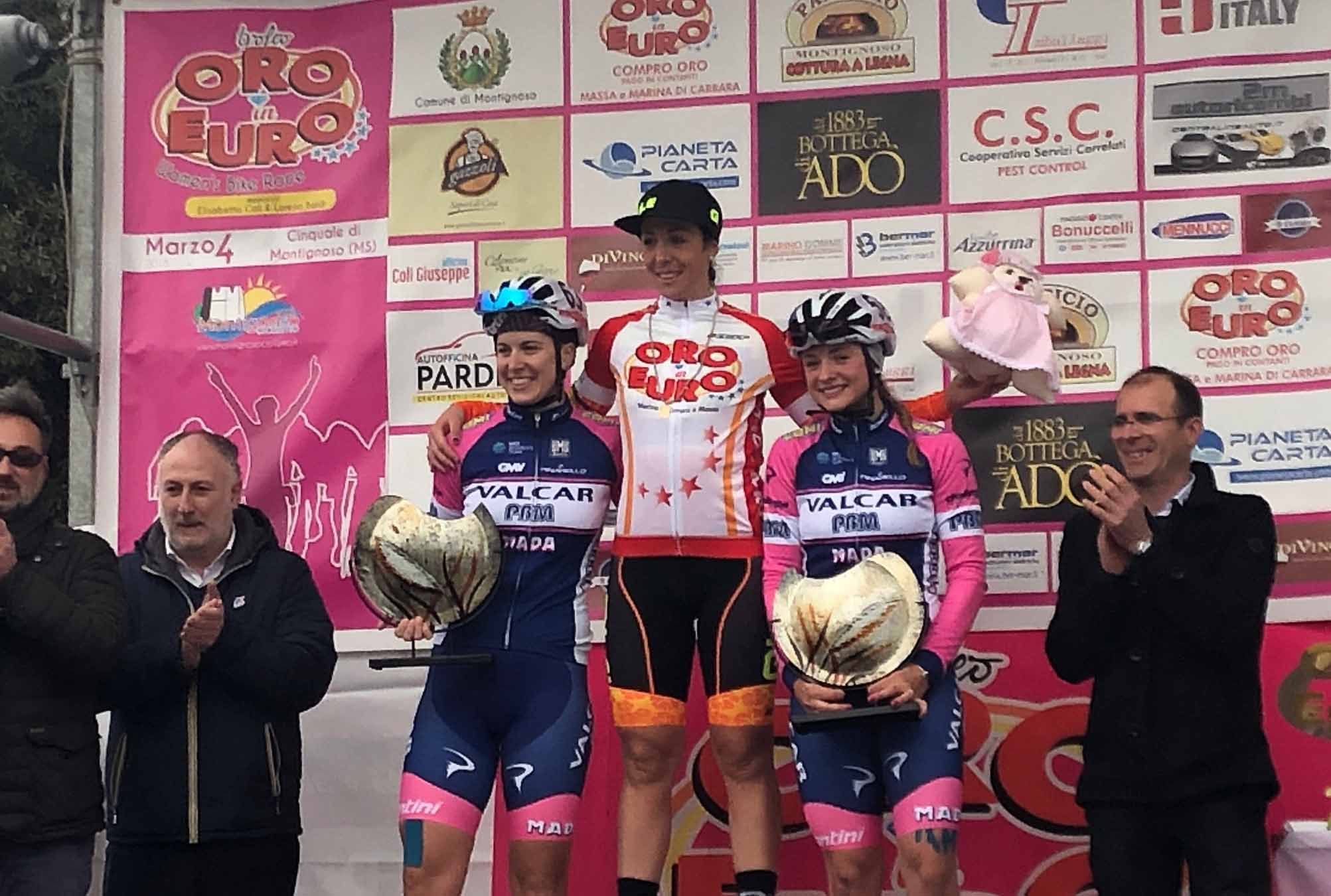
2018
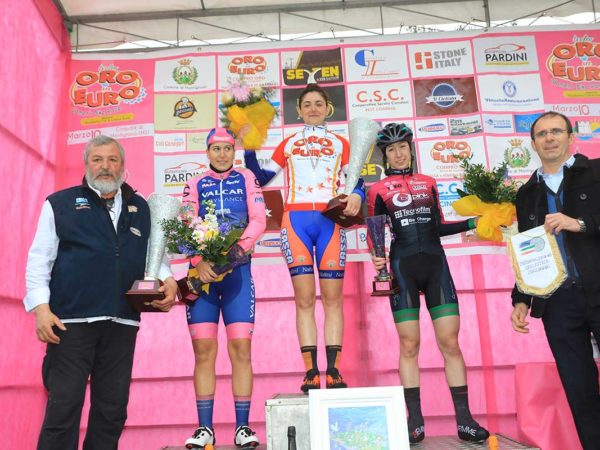
2019
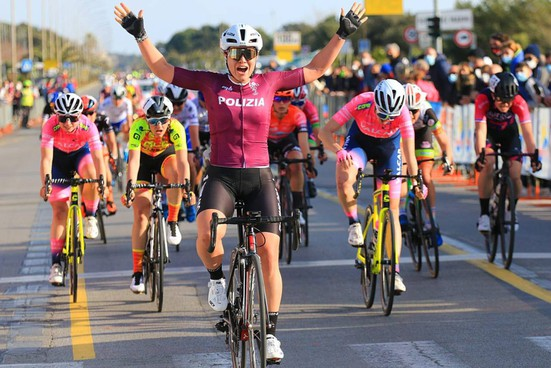
2021